# Liste der Weltcuporte im Eisschnelllauf
Die Liste der Weltcuporte im Eisschnelllauf enthält alle Veranstaltungsorte von Weltcups im Eisschnelllauf seit der ersten Austragung in der Saison 1985/86. Die Weltcups werden von der Internationalen Eislaufunion (ISU) und dem jeweiligen Landesverband organisiert und fanden in Europa, Nordamerika und Asien statt. Bisher (Stand März 2016 der Saison 2015/16) wurden in insgesamt 51 Städten Weltcuprennen veranstaltet. Bei den Austragungsorten Davos, Hamar und Östersund handelt es sich um Natureisbahnen mit Freiluftbahnen, die anderen sind Kunsteisbahnen. Die Bahnlänge beträgt immer 400 m.

## Weltcup im Eisschnelllauf
Legende
- Ort des Weltcups: Nennt den Namen des Austragungsortes.
- Land: Nennt das Gastgeberland.
- Halle/Bahn: Nennt die Eissporthalle oder die Freiluftbahn, wo der Wettbewerb stattgefunden hat.
- Bahn: Gibt an ob es sich um eine Halle oder Freiluftbahn handelt.
- Höhe: Nennt die Höhe.
- Eröffnet/Geschlossen: Nennt wann die Halle oder Freiluftbahn eröffnet und ob sie geschlossen ist.
- Saison: Nennt die Saison, in dem der Weltcup ausgetragen wurde und verlinkt auf das Saisonjahr, in dem er stattgefunden hat.
- Anz.: Nennt die Anzahl der am jeweiligen Ort ausgetragenen Weltcups
- Bild: Bild der Halle

| Ort des Weltcups | Land            | Halle/Bahn                                                                                | Bahn           | Höhe   | Eröffnet / Geschlossen | Saison | Anz. | Bild |
| ---------------- | --------------- | ----------------------------------------------------------------------------------------- | -------------- | ------ | ---------------------- | --- | ---- | ---- |
| Albertville      | Frankreich      | Stade de Patinage Olympique                                                               | Freiluft       | 331 m  | 1991 bis 30. Juni 1992 | 1990/91, 1991/92                                                                                                   | 2    |      |
| Almaty           | Kasachstan      | Medeo                                                                                     | Freiluft       | 1691 m | 28. Dez. 1972          | 1995/96 | 1    |      |
| Assen            | Niederlande     | De Smelt Assen                                                                            | Freiluft       | 10 m   |                        | 1986/87 | 1    |      |
| Astana           | Kasachstan      | Eispalast Alau                                                                            | Halle          | 348 m  | 2011                   | seit 2011/12 | 3    |      |
| Baselga di Pinè  | Italien         | Ice Rink Piné                                                                             | Freiluft       | 998 m  | 1985                   | 1985/86, 1986/87, 1988/89, 1990/91, 1992/93, 1995/96–1997/98, 1999/2000, 2002/03, 2004/05, 2007/08                 | 12   |      |
| Bergen           | Norwegen        | Slåtthaug Kunstisbane                                                                     | Freiluft       | 61 m   | 1991                   | 1994/95 | 1    |      |
| Berlin           | Deutschland     | Horst-Dohm-Eisstadion                                                                     | Freiluft       | 47 m   | 1974                   | 1985/86, 1986/87, 1988/89, 1989/90                                                                                 | 4    |      |
| Berlin           | DDR Deutschland | Sportforum Hohenschönhausen                                                               | Halle          | 34 m   | 1985                   | 1986/87–2001/02, 2004/05, 2006/07, 2008/09–2011/12 seit 2013/14                                                    | 24   |      |
| Butte            | USA             | US High Mountain Altitude Rink                                                            | Freiluft       | 1688 m | 1987                   | 1987/88–1991/92, 1999/2000                                                                                         | 6    |      |
| Calgary          | Kanada          | Olympic Oval                                                                              | Halle          | 1105 m | 1. Juli 1987           | 1987/88, 1988/89, 1990/91, 1994/1995, 1995/96–1997/98, 1999/2000–2001/02, 2003/04–2007/08, 2009/10, seit 2012/2013 | 19   |      |
| Changchun        | China           | Jilin Provincial Speed Skating Rink                                                       | Halle          | 210 m  | Dez. 2005              | 2008/09, 2010/11                                                                                                   | 2    |      |
| Tscheljabinsk    | Russland        | Uralskaja Molnija (Uralblitz)                                                             | Halle          | 222 m  | 10. März 2005          | 2011/12 | 1    |      |
| Chuncheon        | Südkorea        | Uiam Outdoor Rink Chuncheon                                                               | Freiluft       | 79 m   | 1993                   | 1998/99 | 1    |      |
| Davos            | Schweiz         | Eisstadion Davos                                                                          | Freiluft       | 1536 m | 1894                   | 1985/86–1994/95, 1996/97                                                                                           | 13   |      |
| Den Haag         | Niederlande     | De Uithof                                                                                 | Freiluft       |        | 1989                   | 1990/1989/90, 1990/91, 2001/02                                                                                     | 3    |      |
| Eindhoven        | Niederlande     | Kunstijsbaan Eindhoven                                                                    | Freiluft       | 18 m   |                        | 1985/86 | 1    |      |
| Erfurt           | Deutschland     | Gunda-Niemann-Stirnemann-Halle                                                            | Halle          | 214 m  | 5. Nov. 2001           | 2002/03–2004/05, 2006/07–2009/10, 2012/13, 2014/15, 2017/18                                                        | 10   |      |
| Eskilstuna       | Schweden        | Isstadion Eskilstuna                                                                      | Freiluft       | 16 m   | 1967                   | 1988/89 | 1    |      |
| Göteborg         | Schweden        | Rudhallen Göteborg                                                                        | Freiluft       | 40 m   | 1971 bis 2001          | 1989/90, 1992/93                                                                                                   | 2    |      |
| Groningen        | Niederlande     | IJsstadion Stadspark Groningen                                                            | Freiluft       | 1 m    | 1993                   | 1988/89 | 1    |      |
| Harbin           | China           | Heilongjiang Indoor Rink                                                                  | Halle          | 141 m  | 18. Nov. 1995          | 2002/03–2004/05, 2006/07, 2012/13                                                                                  | 5    |      |
| Hamar            | Norwegen        | Vikingskipet                                                                              | Halle          | 125 m  | 20. Dez. 1992          | 1993/94, 1994/95, 1996/97–1998/99, 2000/01–2004/05, 2007/08, 2009/10, 2011/12, 2014/15                             | 14   |      |
| Hamar            | Norwegen        | Stadion Hamar                                                                             | Freiluft       | 138 m  | 1920 bis 1992          | 1986/87 | 1    |      |
| Heerenveen       | Niederlande     | Thialf                                                                                    | Halle          | 10 m   | 17. Nov. 1986          | seit 1986/87 | 45   |      |
| Helsinki         | Finnland        | Oulunkylän                                                                                | Freiluft       | 39 m   | 1977                   | 1986/87, 1989/90, 1992/93, 2000/01                                                                                 | 4    |      |
| Inzell           | Deutschland     | Eisstadion Inzell (1965–2009) Ludwig-Schwabl-Stadion (1995–2011) Max Aicher Arena (2011-) | Freiluft/Halle | 691 m  | 11. Dez. 1965          | 1985/86–1994/95, 1996/97–1999/2000, 2001/02–2003/04, 2005/06, 2007/08, 2012/13, 2013/14, 2015/16                   | 24   |      |
| Innsbruck        | Österreich      | Olympia Eisstadion Innsbruck                                                              | Freiluft       | 586 m  | 1963                   | 1985/86–1990/91, 1992/1993–1999/2000, 2000/01, 2001/02                                                             | 16   |      |
| Jeonju           | Südkorea        | Jeonju Indoor Ice Rink                                                                    | Freiluft       | 42 m   | Dez. 1996              | 1996/97 | 1    |      |
| Karuizawa        | Japan           | Skating Center Karuizaw                                                                   | Freiluft       | 980 m  | 1961 bis 2001          | 1989/90, 1990/91, 1992/93                                                                                          | 3    |      |
| Klobenstein      | Italien         | Ritten Arena                                                                              | Freiluft       | 1173 m | 1989                   | 1989/90–1991/1992, 1998/99, 2003/04, 2005/06                                                                       | 6    |      |
| Kolomna          | Russland        | Eislaufzentrum des Moskauer Oblast                                                        | Halle          | 120 m  | 31. Mai 2006           | 2007/08, 2008/09, 2012/13                                                                                          | 3    |      |
| Lake Placid      | USA             | James B. Sheffield Olympic Skating Rink                                                   | Freiluft       | 568 m  | 1972                   | 1986/87, 1989/90                                                                                                   | 2    |      |
| Larvik           | Norwegen        | Fram Kunstisbane                                                                          | Freiluft       | 8 m    | 1976                   | 1986/87 | 1    |      |
| Matsumoto        | Japan           | Asama Onsen International Skating Rink                                                    | Freiluft       | 1042 m | 1969                   | 1989/90 | 1    |      |
| Milwaukee        | USA             | Pettit National Ice Center                                                                | Halle          | 216 m  | 1993                   | 1993/94, 1995/96–1997/98, 2005/06                                                                                  | 5    |      |
| Moskau           | Russland        | Eishalle Krylatskoje                                                                      | Halle          | 127 m  | Okt. 2004              | 2006/07, 2008/09, 2010/11                                                                                          | 3    |      |
| Nagano           | Japan           | M-Wave                                                                                    | Halle          | 346 m  | 1996                   | 1998/99, 2000/01, 2002/03, 2004/05, 2006/07, 2008/09, 2012/13                                                      | 7    |      |
| Obihiro-Nemuro   | Japan           | No Mori Skating Centre                                                                    | Freiluft       | 79 m   | 1986 bis 2008          | 1994/95 | 2    |      |
| Obihiro-Nemuro   | Japan           | Meiji Hokkaido-Tokachi Oval                                                               | Halle          | 79 m   | Sept. 2009             | 2010/11, 2014/15                                                                                                   | 2    |      |
| Östersund        | Schweden        | Lövsta Idrottsplats                                                                       | Freiluft       | 341 m  | 1968                   | 1985/86, 1986/87                                                                                                   | 2    |      |
| Oslo             | Norwegen        | Valle Hovin                                                                               | Freiluft       | 92 m   | 1966                   | 1986/86, 1988/89, 1995/96, 2001/02                                                                                 | 4    |      |
| Québec           | Kanada          | Gaétan Boucher Oval                                                                       | Freiluft       | 103 m  | 1978                   | 1991/92 | 1    |      |
| Roseville        | USA             | Guidant John Rose Minnesota Oval                                                          | Freiluft       | 276 m  | 1993                   | 1995/96, 1997/98, 1998/99                                                                                          | 3    |      |
| Salt Lake City   | USA             | Utah Olympic Oval                                                                         | Halle          | 1423 m | Jan. 2000              | 2001/02–2003/04, 2005/06, seit 2007/07                                                                             | 11   |      |
| Seoul            | Südkorea        | Taeneung International Ice-Skating Rink                                                   | Halle          | 63 m   | 2000                   | 1989/90, 1992/93, 2000/01, 2014/15                                                                                 | 4    |      |
| Shibukawa        | Japan           | Machiyama Highland Skating Center                                                         | Freiluft       | 936 m  | 1967                   | 1996/97 | 1    |      |
| Skien            | Norwegen        | Nye Isstadion Moflaten                                                                    | Freiluft       | 10 m   | 1973                   | 1986/87, 1989/90                                                                                                   | 2    |      |
| Stavanger        | Norwegen        | Sørmarka Arena                                                                            | Halle          | 48 m   | Okt. 2010              | 2015/16 | 1    |      |
| Trondheim        | Norwegen        | Leangen Kunstis                                                                           | Freiluft       | 60 m   | 1979                   | 1985/86 | 1    |      |
| Turin            | Italien         | Oval Lingotto                                                                             | Halle          | 233 m  | Sept. 2005             | 2005/06, 2006/07                                                                                                   | 2    |      |
| Tynset           | Norwegen        | Savalen Kunstisbane                                                                       | Freiluft       | 724 m  | 1974 bis 1990          | 1987/88 | 1    |      |
| Utrecht          | Niederlande     | De Vechtsebanen                                                                           | Freiluft       |        |                        | 1985/86 | 1    |      |
| Warschau         | Polen           | Tor Stegny                                                                                | Freiluft       | 82 m   | 1979                   | 1991/92, 1999/2000                                                                                                 | 2    |      |

## Statistik
Bisher hat Norwegen mit acht Stadien die meisten Austragungsorte, Deutschland ist bisher das Land mit den meisten Austragungen. In Berlin und Hamar wurden in zwei unterschiedlichen Eisstadien Weltcups ausgetragen. Der Weltcupaustragungsort Heerenveen ist seit der Saison 1986/87 als einziger ununterbrochen im Weltcupkalender, von der Saison 1999/2000, 2000/2001, 2002/03 bis 2004/05 und seit 2006/07 wurden dort zwei Weltcups in einer Saison veranstaltet. Hier wurden bisher die meisten Weltcuprennen ausgetragen. Die meisten Weltcupaustragungsorte wurden auf Freiluftbahnen mit Kunsteisbahnen ausgetragen und die anderen in Hallenbahnen.

### Austragungsorte
- Platz: Gibt die Reihenfolge der Nation wieder.
- Nation: Nennt die Nation.
- Einstieg im Weltcupjahr: Nennt das Jahr, in dem die Nation erstmals am Weltcup teilnahm.
- Anzahl der Austragungsorte: Nennt die Anzahl der Austragungsorte im Weltcup.

| Platz | Nation      | Einstieg im Weltcupjahr | Anzahl |
| ----- | ----------- | ----------------------- | ------ |
| 01.   | Norwegen    | 1985/86                 | 09     |
| 02.   | Niederlande | 1985/86                 | 06     |
| 02.   | Japan       | 1989/90                 | 06     |
| 03.   | USA         | 1986/87                 | 05     |
| 05.   | Deutschland | 1986/87                 | 04     |
| 06.   | Russland    | 2006/07                 | 03     |
| 06.   | Südkorea    | 1989/90                 | 03     |
| 06.   | Italien     | 1989/90                 | 03     |
| 06.   | Schweden    | 1985/86                 | 03     |

| Platz | Nation     | Einstieg im Weltcupjahr | Anzahl |
| ----- | ---------- | ----------------------- | ------ |
| 10.   | Kanada     | 1987/88                 | 02     |
| 10.   | China      | 2002/03                 | 02     |
| 10.   | Kasachstan | 1995/96                 | 02     |
| 13.   | Frankreich | 1990/91                 | 01     |
| 13.   | Finnland   | 1986/87                 | 01     |
| 13.   | Polen      | 1991/92                 | 01     |
| 13.   | Österreich | 1985/86                 | 01     |
| 13.   | Schweiz    | 1985/86                 | 01     |

### Weltcups pro Nation
- Platz: Gibt die Reihenfolge der Nation an.
- Ort: Nennt die Nation.
- Anzahl: Nennt die Anzahl der Weltcups pro Nation.

| Platz | Nation      | Anzahl |
| ----- | ----------- | ------ |
| 01.   | Deutschland | 61     |
| 02.   | Niederlande | 52     |
| 03.   | USA         | 27     |
| 04.   | Norwegen    | 26     |
| 05.   | Italien     | 20     |
| 05.   | Kanada      | 20     |
| 07.   | Österreich  | 16     |
| 07.   | Japan       | 16     |
| 09.   | Schweiz     | 13     |

| Platz | Nation     | Anzahl |
| ----- | ---------- | ------ |
| 10.   | Russland   | 7      |
| 10.   | China      | 7      |
| 12.   | Südkorea   | 6      |
| 12.   | Schweden   | 5      |
| 14.   | Finnland   | 4      |
| 14.   | Kasachstan | 4      |
| 16.   | Polen      | 2      |
| 16.   | Frankreich | 2      |